# Otto von Richter (General)

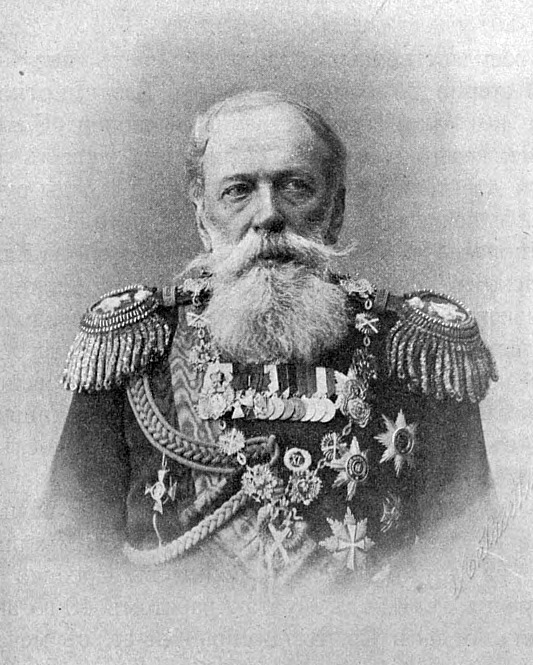
General der Infanterie Otto von Richter

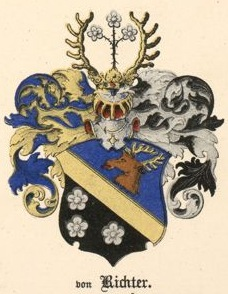
Familienwappen der von Richters

Otto Demetrius Karl Peter von Richter (russisch Оттон Борисович Рихтер; * 13. Februar 1830 in Dresden; † 2. März 1908 in Sankt Petersburg) war ein deutsch-baltischer Edelmann und General der Infanterie in der kaiserlich-russischen Armee.

## Leben
Bereits als Jugendlicher trat Otto von Richter seine militärische Laufbahn im kaiserlich-russischen Pagenkorps  in Sankt Petersburg an. 1847 im Alter von 17 Jahren wurde er zum Kammerpagen berufen und wechselte 1848 als Kornett zum Garde-Regiment zu Pferde und wurde im Kaukasus und im Krimkrieg eingesetzt. 1856 übertrug man ihm die Adjutantenstelle bei Fürst Alexander Iwanowitsch Barjatinski (1815–1879) und beförderte ihn 1857 zum Oberst. Im Jahre 1859 wurde er Flügeladjutant und 1864 zum Generalmajor à la suite befördert. Von 1866 bis 1868 war er Direktor des kaiserlichen Hauptquartiers und ging danach bis 1871 als Militärattaché nach Florenz. Das Kommando über die 13. Infanterie-Division hatte er von 1871 bis 1879 inne, dann wurde er, nun Generalleutnant, zum Generaladjutanten berufen. Dem schloss sich 1879 bis 1881 eine weitere Verwendung als Befehlshaber an, um dann erneut bis 1898 als Kommandeur im kaiserlichen Hauptquartier zu dienen.
Von 1884 bis 1895 war er Chef der Bittschriftenkanzlei und 1886 zum General der Infanterie befördert, seit 1887 war er Mitglied des Reichsrats. Ab 1898 stand er dem Zaren, weiterhin im Generalsrang, als Berater zur Seite. Von 1895 bis 1908 war er Präsident des Zentralkomitees der Unterstützungskasse für die Evangelisch-lutherischen Gemeinden in Russland.  Für die Livländische Ritterschaft war er ein vertrauensvoller Ratgeber und Vermittler.

## Auszeichnungen
- 1853: Russischer Orden der Heiligen Anna, 3. Klasse
- 1858: Goldenes Schwert für Tapferkeit
- 1861: Orden des Heiligen Wladimir,  4. Klasse
- 1862: Russischer Sankt Stanislaus Orden, 2. Klasse
- 1865: Russischer Sankt-Stanislaus-Orden 1. Klasse
- 1867: Russischer Orden der Heiligen Anna 1. Klasse
- 1875: Orden des Heiligen Wladimir, 2. Klasse
- 1878: Alexander-Newski-Orden
- 1889: Orden des Heiligen Wladimir, 1. Klasse
- 1896: Orden des Heiligen Andreas des Erstberufenen
- 1896: Preußischer Schwarzer Adlerorden

## Herkunft und Familie

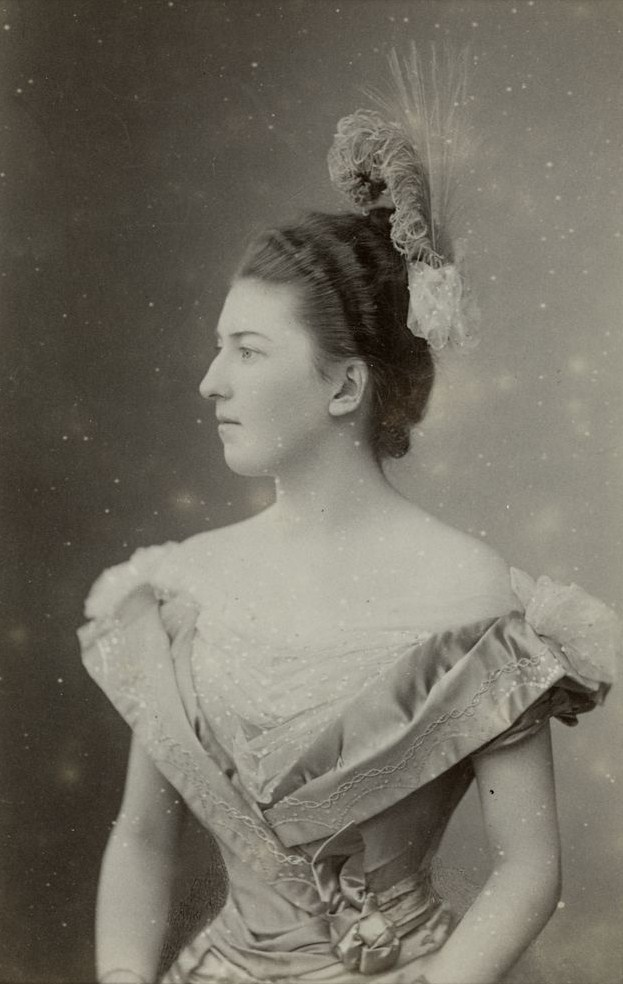
Elisabeth von Richter (1861–1916)

Otto von Richter stammte aus dem deutsch-baltischen Adelsgeschlecht von Richter. Sein Vater war Burkhard von Richter (1815–1844), der mit Elisabeth, einer geborenen Hermann, verheiratet war. Zu seinen Besitzungen zählten Siggund, Schillingshof und Adamshof. Otto heiratete 1867 seine Cousine Elisabeth von Richter (1861–1916), die 1908 in Anerkennung der Dienste ihres Ehemanns, in den russischen Adelsstand zur Baronin erhoben wurde. Dessen Söhne waren:
- Konstantin Arthur Julius (* 1869 in Florenz; † 1884)
- Otto Theodor (* 1871 in Graz; † 1920 in Irkutsk), seit 1908 russischer Baron, Konteradmiral in der kaiserlich-russischen Marine.